# Sheraton Grand Macao Hotel
Sheraton Grand Macao Hotel, kinesiska: 澳门喜来登大酒店, är ett lyxhotell som består av två höghus och som är byggda ovanpå kasinot The Londoner Macao i Cotai i Macao i Kina. Byggnaderna ägs av Sands China, dotterbolag till det amerikanska Las Vegas Sands, medan hotellet drivs av Sheraton. Hotellet har totalt 3 968 hotellrum; Sky Tower har 1 842 rum medan Earth Tower har 2 126 rum, vilket gör den till Macaos största hotell efter antal hotellrum.
Konstruktionen av kasinot inleddes redan 2006 men fick stoppas två år senare på grund av den rådande globala finanskrisen. År 2010 återupptog man bygget och kasinot stod färdig i april 2012 tillsammans med höghusen som innefattar Conrad Macao, Holiday Inn Macao och Sheraton för en kostnad på 4,4 miljarder amerikanska dollar. Den 11 april invigdes allting utom höghusen för Sheraton. Det första höghuset Sky Tower invigdes istället den 22 september medan det andra Earth Tower invigdes den 28 januari 2013. År 2017 meddelade Sands att hela kasinokomplexet skulle genomgå en större renovering och där temat skulle vara Storbritanniens huvudstad London. Den skulle också byta namn till The Londoner Macao från och med 2020. Sands påpekade också att renoveringen skulle innebära att den totala hotellkapaciteten skulle reduceras en aning. För hotellets del så blir Sheraton kvar som operatör efter att renovering är färdigställd senast någon gång under 2021. Den 8 februari 2021 invigdes första fasen av kasinot efter renoveringen.